# Флавій Євтропій
Флавій Євтропій (лат. Flavius Eutropius; Бордо, близько 320 р. — близько 390 р.) — давньоримський історик, ритор і політичний діяч періоду пізньої античності. Консул 387 року. Основна частина його діяльності прийшлася на другу половину IV століття н. е.  

## Біографія
Про особисте життя й саму персону Флавія Євтропія відомостей надзвичайно мало. Скоріш за все, Євтропій народився трохи пізніше 320 року н. е., адже він вважається сучасником імператорів Юліана (нар. 328) й Валента (нар. 331). Він, ймовірно, мав італійські корені. Водночас, можливим місцем його народження називається провінція Азія, адже він володів кількома маєтками саме в Азії, а окрім того — провів більшу частину свого життя на Сході.
Скоріш за все, родина історика була досить заможною, але не належала до привілейованого прошарку тогочасного суспільства. На це вказує те, що хоча Флавій Євтропій і здобув досить гарну освіту, яка дозволила йому отримати доступ до імперського секретаріату, сенатська знать в IV ст. не вважала подібні посади гідними свого стану. Натомість, набагато частіше секретарями ставали так звані Curiales, тобто люди середнього класу, до якого належав Євтропій.
Ймовірно, в молодості Євтропій вивчав право. На це вказує, по-перше, захоплення й пошанування Флавієм Євтропієм Нуми Помпілія, першого законодавця Риму, а по-друге — його коротка й дуже влучна критика законів, прийнятих Костянтином Великим.
За часів римського імператора Констанція II (337—361) Флавій Євтропій обіймав посаду секретаря (magister epistularum). Відомо, що в 363 році, під час правління імператора  Юліана (361—363), історик був безпосереднім учасником експедиції імператора до Персії (кампанія проти Сасанідів). З приходом до влади Валента (364—378), Флавій Євтропій продовжив брати активну участь в громадському житті Римської імперії, неодноразово обіймав державні посади. До речі, саме на прохання Валента Євтропій написав свою найвідомішу працю, «Бревіаріум від заснування міста» (Breviarium ab Urbe condita).
Близько 369 року Флавій Євтропій був призначений на посаду, яка називалася лат. magister memoriae — в його обов'язки входило донесення до відома громадськості рішень імператора з тих чи інших питань. У 371-372 роках він був проконсулом у провінції Азія. Там він відзначився тим, що відбудував чимало пошкоджених будівель в іонійському місті Магнесії-на-Меандрі; в 379—381 рр. Євтропій виконував обов'язки префекта преторія Іллірика; в 387 році він був призначений, разом із Валентиніаном II, консулом. Помер близько 390 року.

## «Бревіарій від заснування міста»
Найважливішою працею Євтропія є «Бревіарій від заснування міста» (Breviarium ab Urbe condita). Вона складається з 10 невеликих книг, в яких стисло викладено історію Стародавнього Риму від найдавніших часів, тобто від напівміфічного заснування міста в 753 році до н. е., до проголошення римським імператором Валента II (364). Попри невеликий розмір роботи, вона написана досить об'єктивно й містить достатньо важливу інформацію. Сама робота, як зазначалося вище, була написана й видана за часів правління Валента II. Йому ж вона й була присвячена.
У своїй праці Флавій Євтропій в основному зосереджує увагу на зовнішньополітичних подіях, що безпосередньо стосувалися Римської держави, а також на різноманітних військових кампаніях й завойовницьких війнах. Внутрішній політиці Стародавнього Риму приділяється набагато менше уваги. В основі перших декількох книг лежать описи війн римлян із Пірром, а також Перша Пунічна війна. В останніх чотирьох книгах «Історії від заснування міста» Євтропій сконцентровується на персоналіях і дає цікаві й подекуди важливі відомості з життя римських правителів. Саме через те, що у своїй праці історик не виказує свого відношення або приналежності до християнства, більшістю дослідників він вважається язичником.
«Бревіарий від заснування міста» написано просто й зрозуміло. Хоча подекуди стиль мови в роботі й відрізняється від загальноприйнятого в часи життя Євтропія, текст праці протягом довгого часу, починаючи з періоду Ренесансу, використовувався в початкових школах з метою повчання основам латини.
Для опису Стародавнього Риму періоду республіки Євтропій, імовірно, користувався роботами Тита Лівія, а також Полібія. Щодо періоду ранньої імперії, то тут, ймовірно, основним джерелом для історика виступала праця Светонія «Життя 12 цезарів». Події другої половини IV століття Флавій Євтропій описував вже з власного досвіду, адже був їх безпосереднім свідком.
Вже в 380 році роботу було перекладено з латини на грецьку мову. Неодноразово вона піддавалася перероблюванню з боку інших авторів. Спочатку «Історію від заснування міста» було розширено бенедиктинським ченцем Павлом Дияконом (бл. 720—800) до років правління Юстиніана I (527—565), а пізніше — ломбардським істориком Ландолфом Сагацьким до часів імператора Візантії (813—820 рр.) Лева V Вірменина. Ці розширені видання невдовзі також були перекладені грецькою мовою.

## Видання й переклади «Бревіарія»
- Гарольд Бьорд: The Breviarum Ab Urbe Condita of Eutropius. Translated texts for historians. Liverpool 1993.
- Фрідгельм Мюллер: Eutropii breviarium ab urbe condita — Eutropius, Kurze Geschichte Roms seit Gründung (753 v. Chr.–364 n. Chr.).
- Стефан Ратті: Les empereurs romains d'Auguste à Dioclétien dans le Bréviaire d'Eutrope. Les livres 7 à 9 du Bréviaire d'Eutrope: introduction, traduction et commentaire. Paris 1996.
- Карло Сантіні: Eutropii Breviarium ab urbe condita. Leipzig 1979.
- Евтропий. Краткая история от основания Города. / Пер. А. И. Донченко. // Римские историки IV века. М., Росспэн. 1997. С. 5-76.
- Евтропий. Бревиарий от основания Города. / Пер. и прим. Д. В. Кареева и Л. А. Самуткиной. (Серия «Античная история»). СПб: Алетейя. 2001. 305 стр. ISBN 5-89329-345-2
- Евтропий. Краткая история от основания Города / Пер. с лат., вступ. ст., коммент. А. Б. Егорова. (С приложением оригинального латинского текста.) — Перепл., 84х108/32, 224 стр. СПб.: Гуманитарная академия.